# Tetsuya Koishi
Tetsuya Koishi (japanisch 小石 哲也 Koishi Tetsuya; * 21. September 1990 in der Präfektur Hyōgo) ist ein ehemaliger japanischer Fußballspieler.

## Karriere
Koishi erlernte das Fußballspielen in der Schulmannschaft der Takigawa Daini High School und der Universitätsmannschaft der Pädagogischen Hochschule Fukuoka. Seinen ersten Vertrag unterschrieb er 2014 bei Gainare Tottori. Der Verein spielte in der dritthöchsten Liga des Landes, der J3 League. Für den Verein absolvierte er 45 Ligaspiele. 2016 wechselte er zu Vonds Ichihara. Ende 2017 beendete er seine Karriere als Fußballspieler.